# Liste der Bodendenkmale in der Samtgemeinde Boldecker Land
In der Liste der Bodendenkmale in der Samtgemeinde Boldecker Land sind alle Bodendenkmale der niedersächsischen Samtgemeinde Boldecker Land aufgelistet. Die Quelle ist der Denkmalatlas Niedersachsen. 
Der Stand der Liste ist der 22. November 2024.

Samtgemeinde Boldecker Land im Landkreis Gifhorn

In den Spalten finden sich folgende Informationen des Bodendenkmales:
Lagegeographische Koordinaten
BezeichnungBezeichnung lt. Denkmalatlas
BeschreibungBeschreibung lt. Denkmalatlas
IDObjekt-ID
BildBild, ggf. zusätzlich mit Link zu weiteren Fotos im Medienarchiv Wikimedia Commons.

## Barwedel
| Lage                         | Bezeichnung           | Beschreibung                                             | ID       | Bild |
| ---------------------------- | --------------------- | -------------------------------------------------------- | -------- | ---- |
| 52° 32′ 33″ N, 10° 44′ 29″ O | Barwedel 5, Grabhügel | Durchmesser ca. 11 m und Höhe ca. 0,5 m, rund.           | 28943539 | BW   |
| 52° 33′ 0″ N, 10° 44′ 29″ O  | Barwedel 7, Grabhügel | Durchmesser ca. 18 m und Höhe ca. 1 m, rund.             | 28943541 | BW   |
| 52° 33′ 0″ N, 10° 44′ 33″ O  | Barwedel 8, Grabhügel | Durchmesser ca. 16 m und Höhe ca. 0,7 m, annähernd rund. | 28943542 | BW   |

## Jembke
| Lage                         | Bezeichnung          | Beschreibung | ID       | Bild |
| ---------------------------- | -------------------- | --- | -------- | ---- |
| 52° 29′ 46″ N, 10° 45′ 33″ O | Jembke 6, Steinkreuz | Nördlich der Kirche stehen zwei Steinkreuze, die Brüdersteine genannt. Zwei Brüder sollen sich aus Eifersucht, wegen eines Mädchens, gegenseitig getötet haben. Steinkreuz aus Kalkstein; H. 0,66 m; Br. 0,68 m; T. 0,27 m. Das Kreuz hat einen leicht keilförmigen Schaft. Der Querarm war abgebrochen, ist aber wieder angesetzt; seine Enden sind gerundet. Der verkürzte Kopf zeigt eine napfartige Vertiefung. | 28943413 |      |
| 52° 29′ 46″ N, 10° 45′ 33″ O | Jembke 7, Steinkreuz | Nördlich der Kirche stehen zwei Steinkreuze, die Brüdersteine genannt. Zwei Brüder sollen sich aus Eifersucht, wegen eines Mädchens, gegenseitig getötet haben. Steinkreuz aus Sandstein; H. 0,79 m; Br. 0,70 m; T. 0,20 m. Das leicht asymmetrische Steinkreuz hat einen gerundeten Kopf und ebensolche Querarmenden. An Stamm und Querarm befindet sich je eine napfartige Vertiefung.                            | 28943414 |      |

## Weyhausen

### Weyhausen 4
- ID:28941846
- Gruppe von ehemals 17 Grabhügeln, davon vier zerstört.

| Lage                         | Bezeichnung  | Beschreibung                                                                             | ID       | Bild |
| ---------------------------- | ------------ | ---------------------------------------------------------------------------------------- | -------- | ---- |
| 52° 27′ 17″ N, 10° 43′ 39″ O | Weyhausen 4  | Durchmesser ca. 12 m und Höhe ca. 1 m, annähernd rund. Einkuhlungen.                     | 28942211 | BW   |
| 52° 27′ 17″ N, 10° 43′ 38″ O | Weyhausen 5  | Durchmesser ca. 12 m und Höhe ca. 0,5 m, ehemals rund. W-Seite durch Waldweg abgetragen. | 28942212 | BW   |
| 52° 27′ 16″ N, 10° 43′ 38″ O | Weyhausen 6  | Durchmesser ca. 12 m und Höhe ca. 0,6 m, ehemals rund. W-Seite durch Waldweg abgetragen. | 28942213 | BW   |
| 52° 27′ 16″ N, 10° 43′ 37″ O | Weyhausen 7  | Durchmesser ca. 11 m und Höhe ca. 0,5 m, annähernd rund. N-Seite etwas flacher.          | 28942214 | BW   |
| 52° 27′ 15″ N, 10° 43′ 37″ O | Weyhausen 10 | Durchmesser ca. 8 m und Höhe ca. 0,4 m, annähernd rund.                                  | 28942217 | BW   |
| 52° 27′ 14″ N, 10° 43′ 38″ O | Weyhausen 11 | Durchmesser ca. 9 m und Höhe ca. 0,9 m, annähernd rund, Tierbau.                         | 28942218 | BW   |
| 52° 27′ 13″ N, 10° 43′ 37″ O | Weyhausen 12 | Durchmesser ca. 3 m und Höhe ca. 0,1 m, annähernd rund.                                  | 28942219 | BW   |
| 52° 27′ 13″ N, 10° 43′ 36″ O | Weyhausen 13 | Durchmesser ca. 5 m und Höhe ca. 0,4 m.                                                  | 28942220 | BW   |
| 52° 27′ 14″ N, 10° 43′ 36″ O | Weyhausen 14 | Durchmesser ca. 8 m und Höhe ca. 0,3 m, annähernd rund. Weite, flache Kuppenmulde.       | 28942221 | BW   |
| 52° 27′ 19″ N, 10° 43′ 36″ O | Weyhausen 17 | Durchmesser ca. 6,5 m und Höhe ca. 0,4 m, annähernd rund.                                | 28942224 | BW   |
| 52° 27′ 19″ N, 10° 43′ 36″ O | Weyhausen 18 | Durchmesser ca. 4,5 m und Höhe ca. 0,3 m, annähernd rund.                                | 28942225 | BW   |
| 52° 27′ 18″ N, 10° 43′ 36″ O | Weyhausen 19 | Durchmesser ca. 4 m und Höhe ca. 0,2 m, annähernd rund.                                  | 28942226 | BW   |
| 52° 27′ 21″ N, 10° 43′ 39″ O | Weyhausen 20 | Durchmesser ca. 9 m und Höhe ca. 0,5 m, rund, Tierbaue.                                  | 28942227 | BW   |